# Kaptárkői 2. sz. forrásbarlang
A Kaptárkői 2. sz. forrásbarlang a Duna–Ipoly Nemzeti Parkban lévő Tétényi-fennsíkon található egyik barlang.

## Leírás
A Tétényi-fennsíkon, Érd és Diósd közigazgatási határának közelében, a Szidónia-hegy oldalában fekvő Kaptárkői-barlang bejáratától kb. 10 m-re található sziklakibúvásban nyílik a Kaptárkői 2. sz. forrásbarlang bejárata. A diósdi Hegyalja utca egyik ingatlanán, magánterületen helyezkedik el a barlang természetes jellegű, ovális alakú, 0,75 m széles és 0,66 m magas bejárata.
A barlang porózus, középső miocén (bádeni) mészkőben alakult ki. Tektonikus törésvonalak mentén jött létre valószínűleg korrózió és kifagyásos kőzetaprózódás miatt. Egyszerű, egyszintes és vízszintes barlang. Járatainak jellemző szelvénytípusa az alagútszelvény. Egy főjáratból és az azt keresztező mellékjáratból áll a barlang. Nincsenek benne képződmények. Elképzelhető, hogy a barlang egy része mesterségesen lett kibővítve. A részletes felmérés alapján az üreg hossza 8,4 m, mélysége 0,5 m, magassága 1 m, függőleges kiterjedése 1,5 m és vízszintes kiterjedése 6,3 m.
Az engedéllyel látogatható barlang megtekintéséhez barlangjáró alapfelszerelés szükséges. A barlang illetékes természetvédelmi hatósága a Duna–Ipoly Nemzeti Park. Halász Árpád 1963-ban írt kézirata szerint, egymáshoz viszonyított közelségük és az észlelt légmozgás miatt a Kaptárkői 2. sz. forrásbarlang valószínűleg összefügg a Kaptárkői-barlanggal.
A közelében található kaptárkövek miatt kapta a barlang a Kaptárkői 2. sz. forrásbarlang nevet. Előfordul a barlang az irodalmában Kaptárkői 2.sz. forrásbarlang (Gazda 2005) néven is.

## Kutatástörténet
A Karszt és Barlang 1962. évi 1. félévi számában barlangnév nélkül írta le röviden Ozoray György a Kaptárkői 2. sz. forrásbarlangot. A leírás szerint akkor nem volt járható méretű a Kaptárkői-barlanggal majdnem párhuzamosan húzódó üreg. A kőzetrés menti, felszíni oldással kialakult üreg bejárata a Kaptárkői-barlangtól pár méterre található. A Halász Árpád által 1963-ban írt kéziratban szintén le van írva a Kaptárkői 2. sz. forrásbarlang, de a barlang nevének említése nélkül.
A Karszt és Barlang 1964. 2. félévi számában publikálva lett a Kaptárkői-barlang alaprajz térképe, amelyen a Kaptárkői 2. sz. forrásbarlang alaprajz térképe, hosszmetszet térképe és két keresztmetszet térképe is látható. A térképlapon jelölve van az É-i irány. A Kaptárkői 2. sz. forrásbarlang alaprajz térképén megfigyelhető a forrásbarlang térképen ábrázolt hosszmetszetének és a forrásbarlang térképen ábrázolt két keresztmetszetének elhelyezkedése a forrásbarlangban. A tanulmány szöveges részében nincs említve a Kaptárkői 2. sz. forrásbarlang.
Az 1984-ben megjelent, Magyarország barlangjai című könyv országos barlanglistájában nem szerepel a barlang. Gazda Attila 2005. március 5-én megszerkesztette a Kaptárkői 2.sz. forrásbarlang (Diósd) alaprajz térképét, hosszmetszet térképét és két keresztmetszet térképét, amelyek elkészítéséhez Gazda Attila mérte fel a barlangot. Az alaprajz térképen megfigyelhető a hosszmetszet és a két keresztmetszet elhelyezkedése a barlangban. A négy térképet tartalmazó térképlapon látható az É-i irány.